# Papestra brenda
Papestra brenda är en fjärilsart som beskrevs av Barnes och Mcdunnough 1916. Papestra brenda ingår i släktet Papestra och familjen nattflyn. Inga underarter finns listade i Catalogue of Life.